# Parasisis amurensis
Parasisis amurensis är en spindelart som beskrevs av Kirill Yeskov 1984. Parasisis amurensis ingår i släktet Parasisis och familjen täckvävarspindlar. Inga underarter finns listade i Catalogue of Life.